# هوئرتا د بالدکارابانس
هوئرتا د بالدکارابانس (به اسپانیایی: Huerta de Valdecarábanos) یک شهرستان در اسپانیا است که در استان تولدو واقع شده‌است.

## خصوصیات
هوئرتا د بالدکارابانس ۸۳ کیلومترمربع مساحت و ۱٬۷۸۴ نفر جمعیت دارد و ۶۲۰ متر بالاتر از سطح دریا واقع شده‌است.